# Alladian jezik
Alladian jezik (alladyan, allagia, allagian; ISO 639-3: ald), jedan od dva jezika jezične podskupine avikam-alladian, kojim govori 23 000 ljudi (1993 SIL) u 21 selu koja se nalaze između obale i Ebrie Lagoone u Obali Bjelokosti.
Pripadnici etničke grupe, inače matrilinearni ribari, zovu se Alladian, a poznati su i kao Nladja-wron ili Jack-Jacks i dijele se na Akuri, Aware i Kovu. Pismo: latinica.

## Vanjske poveznice
- Ethnologue (14th)
- Ethnologue (15th)